# Catharsius dubius
Catharsius dubius là một loài bọ cánh cứng trong họ Bọ hung (Scarabaeidae).